# آنتانیمباریبه
آنتانیمباریبه (به لاتین: Antanimbaribe) یک منطقهٔ مسکونی در ماداگاسکار است که در بتسیبوکا واقع شده‌است. آنتانیمباریبه ۴۹۹ متر بالاتر از سطح دریا واقع شده‌است.